# Anna Viahireva
Anna Viahireva (în rusă Анна Вяхирева) (n. 13 martie 1995, în Volgograd) este o handbalistă din Rusia care joacă pentru Vipers Kristiansand și echipa națională a Rusiei.

## Biografie
Viahireva a început să joace handbal la vârsta de șase ani, în timpul sesiunilor de antrenament ale surorii ei. Sora mai mare a Annei este Polina Kuznețova, campioană mondială în 2007 și selectată în echipa ideală a Campionatului European din 2012. Tatăl Annei, Victor Viahirev, este antrenor de handbal feminin și pregătește echipa de junioare a clubului Zvezda Zvenigorod.

## Palmares
Club
- Campionatul Rusiei: 
  - Câștigătoare: 2016, 2017, 2018, 2019, 2020
  - Medalie de bronz: 2013, 2015

- Cupa Rusiei: 
  - Câștigătoare: 2014, 2017, 2018, 2019, 2020
  - Finalistă: 2016

- Liga Campionilor EHF:
  - Finalistă: 2019

- Cupa Cupelor EHF: 
  - Finalistă: 2014

Echipa națională
- Jocurile Olimpice:
  -  Medalie de aur: 2016

- Campionatul European pentru Tineret:
  -  Medalie de aur: 2013

- Campionatul Mondial pentru Junioare:
  -  Medalie de argint: 2012

- Campionatul European pentru Junioare:
  -  Medalie de aur: 2011
  -  Medalie de argint: 2009

## Distincții individuale
- Cea mai bună handbalistă (MVP) la Jocurile Olimpice: 2016[4], 2020
- Cea mai bună handbalistă (MVP) la Campionatul European: 2018
- Cea mai bună handbalistă (MVP) la Campionatul European pentru Tineret: 2013
- Interul dreapta al echipei ideale All-Star Team la Campionatul Mondial pentru Junioare: 2012
- Extrema dreapta a echipei ideale All-Star Team la Campionatul European pentru Junioare: 2011
- Interul dreapta al echipei ideale All-Star Team la Baia Mare Champions Trophy: 2014
- Cel mai bun inter dreapta al Ligii Campionilor: 2019
- Cel mai bun inter dreapta al Ligii Campionilor: 2020
- Cel mai bun inter dreapta al Campionatului Mondial: 2019
- Cel mai bun inter dreapta al Jocurilor Olimpice: 2020